# Mollia ogivalis
Mollia ogivalis är en mossdjursart som först beskrevs av Jullien och Calvet 1903, och fick sitt nu gällande namn av Giuseppe Seguenza 1880. Mollia ogivalis ingår i släktet Mollia och familjen Microporidae. Inga underarter finns listade i Catalogue of Life.